# Perro golfo
Perro golfo es una película cómica española estrenada en 1963, coescrita y dirigida por Domingo Viladomat y protagonizada en los papeles principales por José Isbert, Maurice Marsac y Pilar Cansino.

## Sinopsis
Un carnicero viudo se vale de la gracia de la mascota de su hijo, un perro bastante golfo, para atraer a los clientes a su puesto. Un día, visto lo eficaz que resulta el sistema, decide emplear el mismo truco para un asunto más complicado: conquistar a la florista que tiene un puesto enfrente del suyo, de la que siempre estuvo enamorado.

## Reparto
- Maurice Marsac como Cristino
- Pilar Cansino como	Margarita
- Félix Dafauce como	Mayordomo
- José Isbert como Guarda de las obras
- Francisco Arteaga
- José Ignacio Corrales
- Sun De Sanders como Embajadora
- Jose Jasd
- Gerardo Recuero
- Paquito Ruano
- Antonio Vela como Vicente